# 日向寺裕芽子
日向寺裕芽子（ひゅうがじ ゆめこ）は日本の財務官僚。

## 来歴
女子学院高等学校、東京大学法学部第2類（公法コース）卒業。東大法学部第2類4年次には応援団のチアリーダーズの責任者を務めた。
2007年 財務省入省。理財局総務課配属。2012年6月からLSEへ留学。2015年7月 厚生労働省年金局年金課長補佐。年金制度について携わる。2019年7月 主税局税制第一課長補佐。2021年7月9日 国際局地域協力課地域協力調整室長。
2023年7月7日 主計局主計官補佐（外務、経済協力第一係主査）兼主計局司法課。外交・経済協力費（政府開発援助（ODA）等）を担当。外務省や経済協力費を持つ他の省庁の査定を行う。

## 略歴
- 2007年4月：財務省入省。理財局総務課配属[2]。
- 2008年：理財局国債企画課。
- 2009年：金沢国税局調査査察部統括国税調査官付国税調査官[6]。
- 2010年7月：大臣官房秘書課財務官室。
- 2011年：大臣官房秘書課調査主任 兼 大臣官房秘書課IMF・世銀総会準備事務局班長[7]。
- 2012年6月：留学（LSE）。
- 2014年7月：大臣官房総合政策課長補佐。
- 2015年7月：厚生労働省年金局年金課長補佐。
- 2017年7月：主税局調査課長補佐（外国調査）[8]。
- 2019年7月：主税局税制第一課長補佐。
- 2021年7月9日：国際局地域協力課地域協力調整室長。
- 2023年7月7日：主計局主計官補佐（外務、経済協力第一係主査） 兼 主計局司法課。
- 2024年7月12日：国際局開発政策課課長補佐 兼 開発政策調整室長。
- 2025年7月4日：国際局総務課課長補佐 兼 国際企画調整室長。